# 佐々木愛次郎
佐々木 愛次郎（ささき あいじろう、弘化2年〈1845年〉 - 文久3年8月2日〈1863年9月14日〉）は、新撰組隊士。美男五人衆の一人。

## 来歴
摂津国大坂出身。文久3年（1863年）5月頃に入隊。隊内きっての美男剣士という評判が伝えられている。
同年8月2日（その他8月10日なども）、何者かに暗殺された。この死には2つの説がある。一つは、愛次郎の恋人のあぐりが美貌だったため、芹沢鴨に妾として渡すよう命じられ、佐伯又三郎の勧めであぐりと共に駆け落ちするが、これは芹沢らの罠で、朱雀の藪の中で待ち伏せていた佐伯に惨殺されたという説（恋人のあぐりは佐伯らに手込めにされた後、舌を噛み切って自害）。もう一つは、愛次郎は長州藩の間者（スパイ）であったが新選組に寝返りそれを知った長州側に暗殺された説である。しかし真相は定かではなく、史料も少ない（創作の可能性もある）。